# ミネルヴ
ミネルヴ(フランス語:Minerve、オック語:Menèrba)は、フランスオクシタニー地域圏エロー県にある、人口111人のコミューンである。人口は少ないが、毎年30万人あまりの観光客がやってくる、ミネルヴォワ地方の中心地である。フランスの最も美しい村のひとつである。

## 歴史
1210年、アルビジョワ十字軍の際に、ベジエの大虐殺を免れたカタリ派の人たちが、この村に逃げ込んだ。

## 地理
セス川に面した断崖の上にある。川はこの村付近で自然にできたトンネルに入り、伏流水となる。